# Rolf Reimers
Rolf Reimers (* 15. Juni 1947 in Bremen) ist ehemaliger Geschäftsführer des Volksbundes Deutsche Kriegsgräberfürsorge in Bremen und war als Politiker von 1995 bis 1999 Mitglied der Bremischen Bürgerschaft für die Partei Arbeit für Bremen und Bremerhaven (AfB).

## Biografie
Reimers war Oberstleutnant der Reserve. Seit 1989 ist er Mitglied des Verbandes der Reservisten der Deutschen Bundeswehr e. V. und Mitglied der Reservistenkameradschaft Roland von Bremen. Rolf Reimers ist vor allem bekannt als Organisator der Musikschau der Nationen, die er in die Stadt Bremen einberief. Er war bis 2012 Geschäftsführer des Volksbundes Deutsche Kriegsgräberfürsorge im Landesverband Bremen. Er ist verheiratet mit der elf Jahre jüngeren Isa Nolle, die von 2012 bis 2019 seine Nachfolgerin im Landesverband Bremen war.